# James Ebenezer Bicheno
James Ebenezer Bicheno (Newbury, Berkshire; 25 de enero de 1785 - Hobart, Tasmania; 25 de febrero de 1851) fue un administrador colonial, y botánico inglés. Era hijo del Rev. James Bicheno, ministro de la Iglesia Baptista en Newbury, Berkshire. En 1832, deja Londres para ir a Ty Maen South Cornelly Glamorgan, donde fue uno de los fundadores del Maesteg Ironworks, en 1826.
Fue designado secretario colonial de la Tierra de Van Diemen en septiembre de 1842. Fue un botánico amateur que realizó experimentos de ciertos cultivos vegetales en su pequeña granja, en las orillas de la New Town Rivulet.
Efectuó numerosas publicaciones sobre botánica e historia natural en Transactions of the Linnean Society of London y en Transactions of the Royal Society of Tasmania. Asistió a Sir William Jardine (1800-1874) en la preparación de los dos volúmenes de Illustrations of Ornithology (Edimburgo, 1830). Realiza conferencias de botánica en el Mechanics' Institute.

## Algunas publicaciones
- 1825. Illustrations of Ornithology, vol. 2. Con Prideaux John Selby. Ed. D. Lizars

- 1815. Observations on the Orchis militaris of Linnaeus. Linnean Society of London. Trans. 12: 28-34

### Libros
- 1819. Observations on the philosophy of criminal jurisprudence: being an investigation of the principles necessary to be kept in view during the revision of the penal code, with remarks on penitentiary prisions. Ed. R. Hunter. 254 pp. En línea

- 1824. An Inquiry into the Nature of Benevolence, chiefly with a view to elucidate the principle of the Poor Laws, and to show their immoral tendency. 2.ª ed. de R. Hunter, 162 pp.
- William Jardine, Prideaux John Selby, James Ebenezer Bicheno. 1826. Illustrations of ornithology. Ed. Daniel Lizars

- 1827. On systems and methods in natural history. Ed. Richard Taylor. 20 pp.

## Honores
- miembro de la Sociedad linneana de Londres[2]

### Epónimos
- Bicheno, una ciudad en la costa este de Tasmania
- El gorrión, diamante de Bichenov (Taeniopygia bichenovii), le fue dedicado por Nicholas Aylward Vigors (1785-1840) y Thomas Horsfield (1773-1859).

- La abreviatura «Bicheno» se emplea para indicar a James Ebenezer Bicheno como autoridad en la descripción y clasificación científica de los vegetales.[3]